# Боси ле Ринињи
Боси ле Ринињи (фр. Bossus-lès-Rumigny) насеље је и општина у североисточној Француској у региону Шампањ-Арден, у департману Ардени која припада префектури Шарлвил Мезјер.
По подацима из 2011. године у општини је живело 101 становника, а густина насељености је износила 12,41 становника/km². Општина се простире на површини од 8,14 km². Налази се на средњој надморској висини од 200 метара.

## Демографија
| 1962. | 1968. | 1975. | 1982. | 1990. | 1999. | 2011. |
| ----- | ----- | ----- | ----- | ----- | ----- | ----- |
| 125   | 144   | 134   | 134   | 136   | 94    | 101   |

График промене броја становника у току последњих година